# Koku
Koku este o unitate specifică japoneză de volum din China, 1 koku fiind echivalent cu 10 to (斗)  sau aproximativ 180 litri (40 imp gal; 48 US gal) ,  sau aproximativ 5 oboroace.  Se poate transformă, la rândul său, în 100 shō sau 1000 gō. Un gō este volumul „cupei de orez”, recipient de măsurat din plastic a cărui măsură este furnizată special pentru aragazurile japoneze comerciale, pentru orez .
Koku-ul în Japonia era folosit de obicei pentru a măsura corpuri solide. Cantitatea de producție de orez măsurată în koku a fost metrica prin care se evalua amploarea unui domeniu feudal (han). 
Un lord feudal putea fi considerat parte a clasei daimyō doar atunci când domeniul său se ridica la cel puțin 10.000 koku. În general, un koku era considerat cantitatea suficientă de orez pentru a hrăni o persoană timp de un an. 
Echivalentul în limba chineză sau unitatea înrudită cu aceasta pentru capacitate este shi sau dan (Chineză: 石; pinyin: shí, dàn; Wade-Giles: shih, tan), de asemenea cunoscută și sub denumirea de hu (斛,hú,hu), reprezintă acum aproximat 103 litri, dar istoric aceasta este aproximativ 59.44 litri (13.07 imp gal; 15.70 US gal). 

## Echivalentul chinezesc
Chinezescul shi sau dan este egal cu 10 Dou( 斗,dǒu,tou)  "guri", 100 sheng (升,shēng,sheng) "halbe".  În timp ce actualul shi are 103 litri în volum,  shi din perioada dinastiei Tang era egal cu 59,44 litri. 

## Unitatea modernă
Koku în era modernă este consideat a fi 180.39 litri, de 100 de ori capacitatea unui shō al erei moderne .   Acest koku modern este în esență definit ca fiind același cu koku-ul din perioada Edo, și anume, de 100 de ori mai mult decât un shō, egal cu 64827 bu cub în sistemul tradițional de măsurare shakkanhō .  kyo-masu 

### Originea unității moderne
Kyō-masu (京枡|京枡), recipientul semi-oficial de măsurare al shō de la sfârșitul secolului al XVII-lea, din vremea domniei lui Nobunaga,  a început să fie restructurat după o dimensiune diferită (mai mare) la începutul perioadei Edo, aproximativ anul 1620.  Dimensiunile sale, date în sistemul tradițional japonez de unități de lungime shaku , au fost de 4 sori 9 bu² înmulțit cu 2 sori 7 bu în adâncime .  
Formula volumui dată de ecuația obținuta din datele anterioare este: 

1 koku = 100 Sho = 100 x (49 bu x 49 bu x 27 bu) = 100 x 64827 bu³ 

Cu toate că acestea, acest lucru a fost propus ca shin Kyō-Masu sau „noua“ cupa de măsurare la vremea sa,  utilizarea sa înlocuind măsura vechi, în cele mai multe zone din Japonia, până când singurul loc care încă nu folosea cupa veche (“edo -masu ") a fost Orașul Edo,  iar astfel guvernul Edo a adoptat un edict prin care declara kyō-masu ca fiind standardul oficial de măsuri la nivel național  în 1669 (Kanbun 9). 

### Legiferarea modernă pentru măsurare
Când Actul Măsurării și al Cântăririi al Japoniei din 1891 fost promulgat, a fost definită unitatea shō ca și capacitatea "kyo-masu standard" de 64827 bu3.  Acest act a definit de asemenea și lungimea shaku ca fiind 10/33 metri.  Astfel, echivalentul metric al Sho moderne se poate calcula aritmetic, , iar rezultatul este 2401 / 1331000m3  , astfel că koku moderne este deci 2401/1331 litri,  sau 1.8039 litri. 
Shaku-ul modern definit ca fiind egal cu așa-numitul setchū-shaku  sau „shaku compromis”.  Un cercetător a scos în evidență faptul că bolurile (shin) kyō-masu ar fi trebuit să folosească shaku ce erau mai mari cu aproximativ 0,2%.   Cu toate acestea, când Ministerul Japonez al Finanțelor a colectat probe reale de "masu" de la masu-za(bresle specializate în măsurarea cu bolul) atât din estul, cât și din vestul Japoniei, au descoperit că măsurătorile erau apropiate de media take shaku și kyoku-shaku .

### Koku pentru Cherestea(Lemn)
"Koku pentru cherestea" sau "koku maritim" este definit ca fiind egal cu 10 shaku cubi în industria de cherestea sau transportul maritim,  comparativ cu koku-ul standard care este egal cu 6,48 shaku cubi.  Un koku pentru cherestea este acceptat în mod convențional ca fiind echivalent cu 120 de picioare de bord, dar realitate se poate converti la mai puțin.  În măsuri metrice, 1 koku pentru lemn este de aproximativ 278.3 litrii (61.2 imp gal; 73.5 US gal).

## Utilizarea istorică
Măsura exactă folosită acum este cea originară, concepută în jurul anilor 1620, dar nu a fost adoptată oficial pentru toată Japonia până abia în epoca Kanbun (anii 1660). 

### Japonia feudală
Sub conducerea shogunatului Tokugawa din perioada Edo (1603-1868) din istoria japoneză, fiecare domeniu feudal a avut o evaluare a potentialelor sale veniturilor, cunoscute sub numele de kokudaka, care au stabilit ordinea precedenței la conducerea shogunală. Cel mai mic "kokudaka" al unui deținător de fef pentru titlul de daimyō a fost de 10.000 koku (în valoare de 705.528.600 ¥ în 2016  ), iar domeniul cu cea mai mare "kokudaka" era Kaga han (altul decât cel al shōgunului ), acesta fiind denumit „domeniul de un milion de koku“. Valoarea sa totală a fost de aproximativ 1.025.000 koku (în valoare de 72,3 miliarde ¥ în 2016). Mulți samurai, inclusiv hatamoto, au primit leafa în koku, în timp ce câțiva au primit salarii în schimb. 
Randamentul de producție (koku-daka) se raporta doar la orezul brun (genmai) în cele mai multe locuri, cu excepția clanului Satsuma care au raportat procentajul în funcție de orezul (momi 籾) nedecorticat sau neavântat.
Deoarece această practică a persistat, statisticile japoneze precedente privind producția de orez trebuiau schimbate pentru a se putea realiza o comparație cu alte domenii care raportau producția de orez în funcție de cât de măcinat sau lucios era acesta.  
Chiar și în anumite părți ale regiunii Tōhoku sau Ezo ( Hokkaidō ) unde orezul nu putea fi cultivat, economia era evaluata în funcție de koku, având alte culturi și produse ce erau convertite la valoarea lor echivalentă în funție de orez. Kokudaka nu era ajustată de la an la an, iar datorită acestui fapt, "Kokudaka" unor domnitori ajungea să fie supraestimată în comparație cu valoarea indicată de koku-ul corespunzător, fapt datorat recuperării unor terenurilor și a mai multor dezvoltării ce cuprindeau câmpuri de orez, ceea ce le-a permis să finanțeze și mai multe proiecte de dezvoltare. 

#### Ca măsură pentru clasele navelor de marfă
Koku era de asemenea folosit și pentru a măsura cât de mult o navă putea transporta atunci când aceasta era încarcată doar cu orez. Navele mai mici transportau 50 koku (7.5 tone), în timp ce cele navele mari transportau peste 1.000 koku (150 tone). Cele mai mari nave erau chiar mai mari decât navele militare deținute de Shogunate..

## În cultura populară
Hyakumangoku Matsuri (Festivalul de un milion de koku) în Kanazawa, Japonia celebrează sosirea daimyo-ului Maeda Toshiie în oraș în 1583, cu toate că veniturile orașului Maeda nu s-au ridicat niciodată peste un milion de koku, totul până după bătălia de la Sekigahara în 1600. 